# Иль-Омон
Иль-Омо́н (фр. Isle-Aumont) — коммуна во Франции, находится в регионе Шампань — Арденны. Департамент — Об. Входит в состав кантона Буйи. Округ коммуны — Труа.
Код INSEE коммуны — 10173.
Коммуна расположена приблизительно в 150 км к юго-востоку от Парижа, в 85 км южнее Шалон-ан-Шампани, в 11 км к югу от Труа.

## Население
Население коммуны на 2020 год составляло 460 человек.
| 1962 | 1968 | 1975 | 1982 | 1990 | 1999 | 2008 | 2012 | 2020 |
| ---- | ---- | ---- | ---- | ---- | ---- | ---- | ---- | ---- |
| 133  | 165  | 351  | 367  | 558  | 543  | 510  | 508  | 460  |

## Администрация
| Период | Период | Фамилия               | Партия | Примечания |
| ------ | ------ | --------------------- | ------ | ---------- |
| 2001   | 2008   | Морис Кар             |        |            |
| 2008   |        | Жан-Франсуа Реслински |        |            |

## Экономика

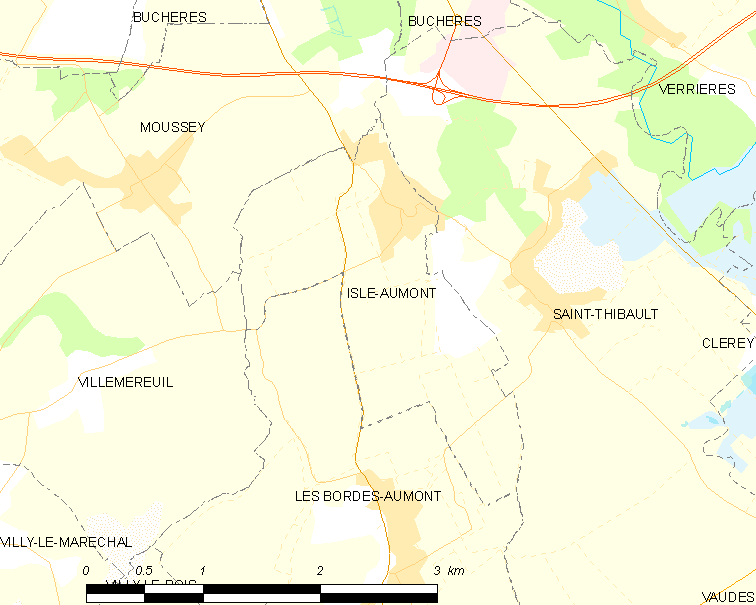
Карта коммуны

В 2007 году среди 352 человек в трудоспособном возрасте (15—64 лет) 254 были экономически активными, 98 — неактивными (показатель активности — 72,2 %, в 1999 году было 71,0 %). Из 254 активных работали 229 человек (109 мужчин и 120 женщин), безработных было 25 (17 мужчин и 8 женщин). Среди 98 неактивных 34 человека были учениками или студентами, 44 — пенсионерами, 20 были неактивными по другим причинам.

## Достопримечательности
- Церковь X века и прилегающее кладбище Меровингов. Памятник истории с 1967 года[3]